# Alimentos Polar
Alimentos Polar Comercial C.A. es una subsidiaria del conglomerado venezolano Empresas Polar que opera en Venezuela, Colombia y Estados Unidos. Se encarga del segmento de alimentos, bebidas naturales y productos de limpieza de la compañía. Es considerada la empresa de alimentos más sólidas y con mayor demanda y producción de Venezuela.

## Historia
Nace en 1954 como Alimentos Remavenca con el objetivo de producir las hojuelas de maíz necesarias para producir cerveza en la Cervecería Polar. Desde entonces se comienza a plantear la posibilidad de crear un producto de harina de maíz que llega en 1960 con el lanzamiento de la marca Harina PAN bajo el eslogan de "se acabó la piladera" en alusión a la forma en la que se debían hacer las arepas sin este producto. 
En 1967 se crea la empresa Procria especializada en alimentos para animales, aunque ésta operaba de manera independiente respecto a Alimentos Remavenca pero dentro de Empresas Polar. 
En 1986 crean la empresa Corporación Agroindustrial Corina especializada en producción de arroz y un año después incursionan en la venta de pastas con la compañía Mosaca. En 1987 adquieren la Heladería EFE que ha sido la principal compañía de helados junto a Tío Rico en Venezuela. 
En 1996 Empresas Polar inaugurá una nueva planta de Alimentos en la localidad de Facatativá, Cundinamarca en Colombia, a fin de abastecer este mercado de productos como Harina P.A.N., Quaker, Mavesa, Promasa, entre otros, además de producir alimentos para mascotas. Dicha planta sirve además como principal exportadora de dichos productos para varios países de América Latina y Europa. Para 2003 pasa a llamarse oficialmente Alimentos Polar Colombia. En 2015 la nueva planta en Estados Unidos, alivia la demanda de la Planta Colombia, en materia de exportaciones.
En 2001 compran la compañía Margarinas Venezolanas S.A. (Mavesa) líder en productos de salsas, enlatados y productos de limpieza entre ellos Mayonesa Mavesa, Margarina Mavesa, Atún Margarita y Jabón Las Llaves entre otros.
En 2003 nace oficialmente Alimentos Polar al fusionar en una sola empresa todos los rubros alimenticios de las Empresas Polar.
En 2012 Alimentos Polar inaugurá su nueva Planta Migurt en Valencia, Venezuela, para la producción de nuevo producto de yogur Migurt, en asociación con la emblemática familia venezolana Migurt, con amplia tradición en la fabricación de helados en la región de El Valle. Dicho producto se posiciona rápidamente como el yogur más consumido en Venezuela.
Para 2015 Alimentos Polar se expande a nivel internacional, e inaugurá una nueva planta en asociación con International Grains and Cereal para la producción de la Harina P.A.N., en la localidad de Greenville, Texas en Estados Unidos, a fin de satisfacer el mercado norteamericano, además de exportar dicho producto para Centroamérica, el Caribe y Europa. La Harina P.A.N. es distribuida en Estados Unidos a través de distribuidores nacionales y regionales.

## Productos
- Harina P.A.N. (versiones original, amarilla, extra suave y mezcla integral)
- Mazorca (harina integral de maíz)
- Aceite Mazeite
- Primor (arroz, pasta y oleína de palma especial para freír)
- Mayonesa Mavesa (regular, ligera y aderezo de mayonesa libre de colesterol)
- Preparado de mayonesa Nelly (descontinuado)
- Pampero (productos de tomate):
  - Ketchup
  - Jugo de tomate
  - Pasta de tomate
  - Puré de tomate
  - Salsas para pastas
  - Salsa a base de tomate
- Rikesa (queso fundido para untar con sabores cheddar —original—, tocineta, blanco y parmesano. También existió el de sabor a pizza, hoy descontinuado)
- Margarita (atún, sardinas y pepitonas)
- Galera (pescados y mariscos congelados)
- Mr. Ranch
- Avena Quaker
- Crema de Arroz Primor
- Toddy
- Choco Man
- Fresca Chicha Quaker
- Merengada Quaker
- La Torre de Oro (mayonesa, salsa rosada, salsa inglesa, salsa de soya, ketchup, crema de mostaza). Marca descontinuada.
- Helados EFE
- Mermeladas La Vienesa
- Alimentos para perros (Super Can, Dogourmet)
- Champ's
- Procría
- Galope
- Jabón Las Llaves (en polvo, líquido, panela)
- Margarinas: 
  - Mavesa (regular, ligera y líquida)
  - Nelly (descontinuada en 2004 y relanzada en 2019)
  - Regia (descontinuada)
  - Adora (descontinuada)
  - Chiffon
  - Mavesa Dorada
- Lipton Ice Te (En Polvo)
- Gelatinas Golden
- Yogur Migurt
- Antojos P.A.N. (mezclas para elaborar arepitas dulces, cachapas y bollitos aliñados)
- Pasta Gran Señora
- Harina Promasa (descontinuada)
- Vinagre Mavesa
- Toddy Chips

## Plantas en Venezuela, Colombia y EE. UU.
Alimentos Polar cuenta con 10 plantas productoras en Venezuela, una en Colombia que distribuye los productos en América del Sur y una en Estados Unidos que distribuye los productos para América Central, el Caribe y Europa.
- Planta Salsas y Untables: Valencia, (Carabobo)  Venezuela. Antigua ALACA, luego Mavesa.
- Planta Cereales: Valencia, (Carabobo)  Venezuela. Antigua fábrica Alimentos Quaker.
- Planta EFE S.A. : Caracas, (Distrito Capital)  Venezuela. Antigua fábrica Productos EFE.
- Planta Limpieza: Valencia, (Carabobo)  Venezuela
- Planta Migurt: Valencia, (Carabobo)  Venezuela
- Planta Turmero: Turmero, (Aragua)  Venezuela. Antigua REMAVENCA.
- Planta Maracaibo: Maracaibo, (Zulia)  Venezuela
- Planta Chivacoa: Chivacoa, Yaracuy  Venezuela. Antigua Promasa
- Planta Marigüitar: Marigüitar, (Sucre)  Venezuela. Antigua Alimentos Margarita.
- Planta Primor: Calabozo, (Guárico)  Venezuela
- Planta Cumaná: Cumaná, (Sucre)  Venezuela
- Planta Industrial Valencia: Valencia, (Carabobo) Venezuela
- Planta Facatativá: Facatativá, (Cundinamarca)  Colombia
- Planta Greenville: Greenville, (Texas)  Estados Unidos

Hasta 2001 operó también como franquicia de Mavesa la planta Inversiones Milazzo, ubicada en el Municipio Palavecino, estado Lara, hasta su compra por la empresa Lácteos Los Andes. Desde 2007 es propiedad del Estado venezolano.